# Bezirk (DDR)
Bezirk var fra 1952 til 1990 betegnelsen for DDR's forvaltningsenheder. Disse distrikter blev skabt gennem en forvaltningsreform, og de havde samme opgaver som de opløste forbundslande. Der var 14 Bezirke i DDR. Dertil kom Østberlin, der fra 1961 fik tilsvarende opgaver som Bezirkene, men som ikke havde status af Bezirk.
Alle Bezirke var delt i flere landdistrikter (Landkreis) og bydistrikter (Stadtkreis).

## Liste
| Bezirk           | Areal      | Kreis                        | Kommuner |
| ---------------- | ---------- | ---------------------------- | -------- |
| Rostock          | 7.075 km²  | 10 Landkreise, 4 Stadtkreise | 360      |
| Schwerin         | 8.672 km²  | 10 Landkreise, 1 Stadtkreis  | 389      |
| Neubrandenburg   | 10.948 km² | 14 Landkreise, 1 Stadtkreis  | 492      |
| Magdeburg        | 11.526 km² | 19 Landkreise, 1 Stadtkreis  | 655      |
| Potsdam          | 12.568 km² | 15 Landkreise, 2 Stadtkreise | 755      |
| Frankfurt (Oder) | 7.186 km²  | 9 Landkreise, 3 Stadtkreise  | 438      |
| Erfurt           | 7.349 km²  | 13 Landkreise, 2 Stadtkreise | 719      |
| Halle            | 8.771 km²  | 20 Landkreise, 3 Stadtkreise | 684      |
| Leipzig          | 4.966 km²  | 12 Landkreise, 1 Stadtkreis  | 422      |
| Dresden          | 6.738 km²  | 15 Landkreise, 2 Stadtkreise | 594      |
| Cottbus          | 8.262 km²  | 14 Landkreise, 1 Stadtkreis  | 574      |
| Suhl             | 3.856 km²  | 8 Landkreise, 1 Stadtkreis   | 358      |
| Gera             | 4.004 km²  | 11 Landkreise, 2 Stadtkreise | 528      |
| Karl-Marx-Stadt  | 6.009 km²  | 21 Landkreise, 3 Stadtkreise | 601      |